# C. Mayer (cratère)
C. Mayer est un cratère d'impact sur la face visible de la Lune. Aussi au sud, mais seulement un tiers aussi éloigné, se trouve le plus petit cratère qui est Sheepshanks (en). À l'est de C. Mayer se trouve le cratère inondé Kane (en).
C. Mayer est une formation relativement jeune, avec un bord extérieur tranchant et bien défini. Le bord n'est pas tout à fait circulaire et semple de forme polygonale avec des renflements vers l'extérieur le long du bord, notamment à l'ouest. Les côtés intérieurs ont un système de "terrace" et l'intérieur est un peu rugueux et irrégulier. Le pic central se trouve juste au nord du point médian et s'étend vers le nord.
La formation inondée de lave est attachée au bord sud-est du cratère, et une brèche dans le bord sud-est la relie à la Mare Frigoris. Ainsi, la mer lunaire s'étant jusqu'au rempart extérieur de C. Mayer.

## Cratères satellites

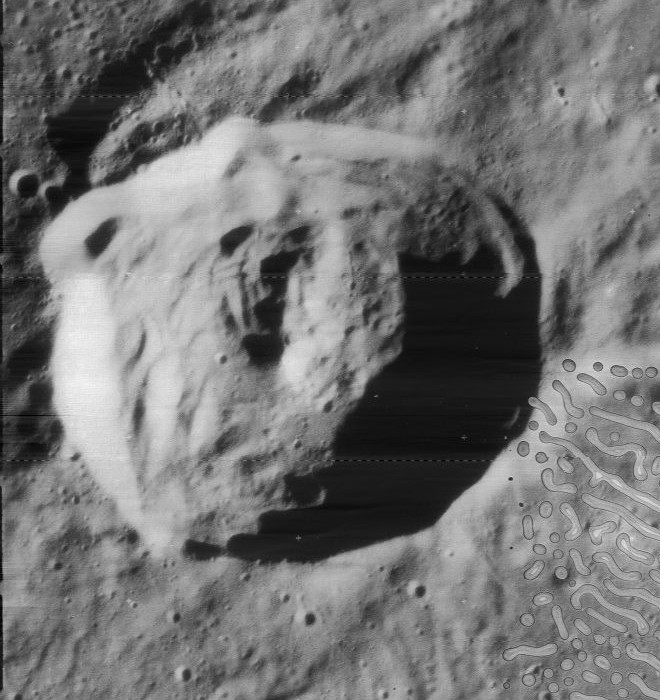
Vue de Lunar Orbiter 4.

Par convention, ces caractéristiques sont identifiées sur les cartes lunaires en plaçant la lettre sur le côté du milieu du cratère qui est le plus proche de C. Mayer (voir le cratère C Mayer D qui est très similaire à la carte du Brésil).
| C. Mayer | Coordonnées | Diamètre en km |
| -------- | ----------- | -------------- |
| B        | 60,2, 15,6  | 36             |
| D        | 62,1, 18,6  | 66             |
| E        | 61,1, 16    | 12             |
| F        | 62, 19,5    | 7              |
| H        | 64,1, 14,7  | 43             |